# 王幼辉
王幼辉（1934年11月—），男，汉族，江苏丹阳人，中华人民共和国农学家、政治人物，曾任河北省人大常委会副主任，河北省人民政府副省长，河北省政协副主席，九三学社中央委员会常务委员，第六、八届全国政协委员，第七、九届全国人大代表。

## 生平
1998年3月，第九届全国人大第一次会议上，他当选全国人民代表大会常务委员会委员。